# 片桐康策
片桐 康策（かたぎり やすのり、1992年2月5日 - ）は、ラグビーユニオンの選手。

## プロフィール
- 長野県出身[1]。
- ポジションはスタンドオフ(SO)、センター(CTB)。
- 身長 170 cm、体重 75 kg
- ニックネームはぎり、やす。

## 略歴
ラグビーを始めたきっかけは友人に誘われたことから。
2010年、飯田高校卒業後、筑波大学に入る。なお飯田高校時代、高校日本代表候補に選ばれたことがある。
2014年、筑波大学卒業後、豊田自動織機シャトルズ(現・豊田自動織機シャトルズ愛知)に加入。同年11月29日に行われたジャパンラグビートップリーグ2ndステージ第1節のNTTドコモレッドハリケーンズ戦に途中出場で公式戦初出場を果たした。
2020-21シーズンまでで豊田自動織機シャトルズ愛知を退団した。